# Potufale
Potufale – miejscowość w Tuvalu, położona na wyspie Vaitupu.
Osada ma powierzchnię 0,31 km². W 2001 roku zamieszkiwały ją 202 osoby, a w 2012 roku – 230.